# هيلاريو دا كونسيساو
هيلاريو دا كونسيساو (بالبرتغالية: Hilário Rosário da Conceição‏) مواليد 19 مارس 1939 في مابوتو، هو لاعب كرة قدم برتغالي سابق كان يلعب في مركز الدفاع. سبق له أن لعب في كأس العالم لكرة القدم مع منتخب بلاده.

## المسيرة الاحترافية

### أندية لعب لها
- سبورتينغ لشبونة

## روابط خارجية
- هيلاريو دا كونسيساو على موقع الاتحاد الدولي (مؤرشف)  (الإنجليزية)
- هيلاريو دا كونسيساو على موقع قاعدة بيانات كرة القدم.إي يو (الإنجليزية)
- هيلاريو دا كونسيساو على موقع ناشيونال فوتبول تيمز (الإنجليزية)
- هيلاريو دا كونسيساو على موقع Soccerway.com (الإنجليزية)
- هيلاريو دا كونسيساو على موقع عالم كرة القدم.نت (الإنجليزية)